# Maja Sokołowska
Maja Sokołowska (* 1951 ve Varšavě) je polská sportovní fotoreportérka a studiová fotografka. V letech 1972–1991 pracovala v ilustrovaném časopise Sportowiec, pro který fotografovala sportovce. Od roku 1981 je členkou Uměleckého sdružení polských uměleckých fotografů  .

## Životopis
Narodila se v roce 1951 ve Varšavě  . Zajímala se o fotografii svého otce Mariana Sokołowského, který byl fotoreportérem Ústřední fotografické agentury a patřil k Asociaci polských uměleckých fotografů, a soukromě fotografoval vlastní rodinu  . Od svého otce, který nikdy neopustil svůj fotoaparát, se naučila používat fotoaparát, vyvolávat fotografie a tisky v temné komoře, vytvářet fotoreportáže a především rámovat, což dokázalo změnit dynamiku fotografie  . Věnovala se volejbalu a hrála za Skra Warszawa, ale kvůli zdravotním problémům se sportovní činností skončila. V letech 1972 až 1991 pracovala v časopise Sportowiec, zpočátku pracovala ve fotografické temné komoře, kde připravovala negativy a zvětšeniny pro své kolegy - fotoreportéry, ale již v roce 1972 vytvořila první fotoreportáž o pětibojařovi Januszi Pyciakovi-Peciakovi, olympijském vítězi z Montrealu a mnohonásobném medailistovi z mistrovství světa a Polska  . Přestože o fotografování věděla hodně, sportovní fotografie pro ni byla novinkou. Specifika této fotografie, tedy kam se postavit a jak pořídit zajímavé záběry dané disciplíny, se v redakci magazínu Sportowiec naučila od týmu zkušených sportovních fotoreportérů: Leszek Fidusiewicz, Eugeniusz Warmiński, Janek Michlewski, Tomasz Prażmowski a Leszek Łoziński  . Během 19 let práce pro Sportowce se mnoho jejích fotografií objevilo na obálce časopisu. Mezi její oblíbené disciplíny, které fotografuje, patří volejbal, který trénovala, judo, zápas a šerm. Při fotografování sportu pro ni byly nejdůležitější emoce  . Fotografovala také soukromý život sportovců, například v domácím prostředí polských fotbalistů Kazimierze Deyny a Lesława Ćmikiewicze s jejich manželkami  .
V 90. letech se specializovala na ateliérovou fotografii květin a své fotografie prodávala do celého světa. V současné době se zaměřuje na fotografování architektury, krajiny a psů. Zúčastnila se mnoha domácích i zahraničních výstav .

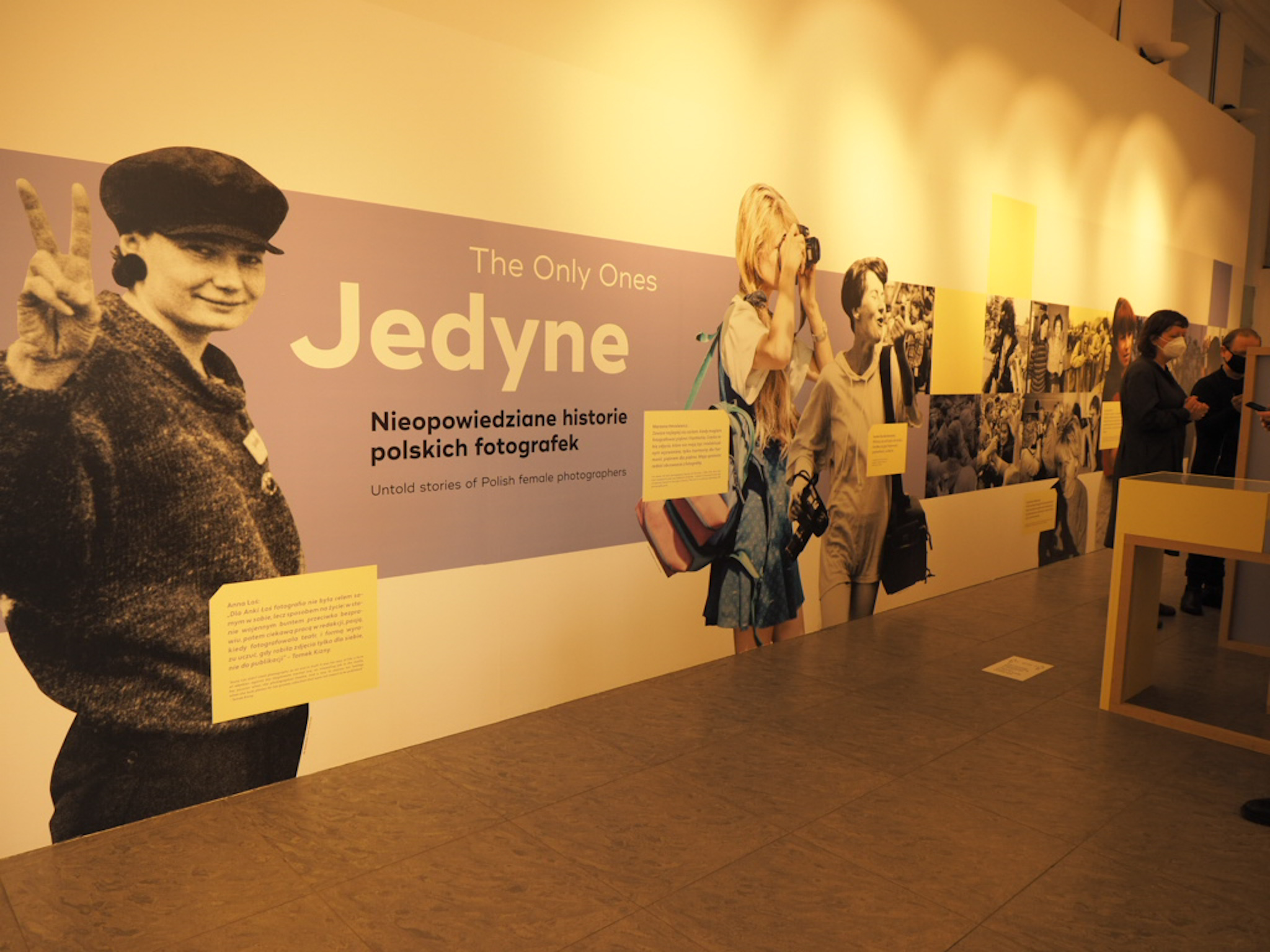
Výstava Jedyne. Nieopowiedziane historie polskich fotografek, Dom Spotkań z Historią, 2021

Na přelomu let 2021 a 2022 byla její tvorba představena na výstavě Jedyne. Nieopowiedziane historie polskich fotografek (Unikátní. Nevyprávěné příběhy polských fotografek) v Domě historie Dom Spotkań z Historią ve Varšavě a popsané ve stejnojmenné knize Moniky Szewczyk-Wittekové. Výstavu tvořilo téměř 150 fotografií třinácti polských fotografek, které v 70.–90. letech byly často jedinými ženami v mužských týmech nebo pracovaly samostatně. Autorky se zabývaly různými druhy fotografie. Pracovaly také jako fotoeditorky nebo byly vedoucími fotografických oddělení v redakcích novin. Publikovaly v uznávaných polských i zahraničních tiskových titulech, prezentovaly fotografie v albech a na výstavách a pro mnohé z nich byla fotografie životním stylem. Byly to například: Anna Beata Bohdziewiczová, Iwona Burdzanowska, Joanna Helanderová, Marzena Hmielewiczová, Anna Michalak-Pawłowska, Anna Musiałówna, Anna Pietuszko-Wdowińska, Maja Sokołowska nebo Anna Łośová.